# Pariah scotius
Pariah scotius és una espècie de peix de la família dels gòbids i de l'ordre dels perciformes.

## Hàbitat
És un peix marí, de clima tropical i demersal.

## Distribució geogràfica
Es troba a l'Atlàntic occidental: sud de les Illes Bahames.

## Observacions
És inofensiu per als humans.